# ナヴォタス
ナヴォタス（Navotas）はフィリピン共和国のルソン島のマニラ首都圏の都市である。マニラの北西に位置する。漁業で直接的・間接的に生活する住民が多い事から、「漁業の首都」と呼ばれる。1827年12月20日に設立されたが、毎年1月16日を設立記念日にしている。

## 歴史
かつてはナザレのヨセフに因んでサン・ホセ・デ・ナヴォタスと呼ばれていた。
1827年12月20日、マラボンからの分離運動が始まった。
1859年2月16日、マラボンから分離し、独立町になった。
1898年8月6日、エミリオ・アギナルド将軍の革命政府に加入した。
1901年6月11日、リサール州に編入された。
1904年、再びマラボンと合併した。
1906年1月16日、マラボンから分離し、独立自治体になった。
2006年1月16日、百年祭を祝った。
2007年6月24日、市に昇格した。

## 姉妹都市
- ヴァレンズエラ（フィリピン）